# Temporada de furacões no Atlântico de 1854
A temporada de furacões no Atlântico de 1854 apresentou cinco ciclones tropicais conhecidos, três dos quais atingiram os Estados Unidos. Ao mesmo tempo, acreditava-se que existia outro perto de Galveston, Texas, em setembro, mas o HURDAT – o banco de dados oficial de furacões no Atlântico – agora exclui esse sistema. O primeiro sistema, Hurricane One, foi inicialmente observado em 25 de junho. A tempestade final, o furacão cinco, foi observada pela última vez em 22 de outubro. Essas datas se enquadram no período de maior atividade de ciclones tropicais no Atlântico. Nenhum ciclone tropical durante esta temporada existiu simultaneamente. Um ciclone tropical tem um único ponto conhecido em sua trajetória devido à escassez de dados.
Dos cinco ciclones tropicais da temporada, três atingiram o status de furacão. Além disso, um deles se transformou em um grande furacão, que é de categoria 3 ou superior na escala de ventos de furacões Saffir-Simpson dos dias modernos. O ciclone mais forte da temporada, o terceiro furacão, atingiu o pico na categoria 3 força com ventos de 201 km/h (125 mph). Depois de atingir a costa perto da fronteira entre a Geórgia e a Carolina do Sul, a tempestade causou 26 mortes e danos extensos na área. O Furacão Quatro causou quatro mortes e aproximadamente $ 20.000 (1854 USD ) em danos após atingir a costa do Texas. O furacão Um também causou danos moderados no Texas.

## Sistemas

### Furacão Um
Uma tempestade tropical foi observada pela primeira vez no Golfo do México em 25 de junho, enquanto localizado a cerca de 390 km (240 mi) ao sul-sudoeste de Marsh Island, Luisiana. Dirigiu-se para o oeste e tornou-se um furacão por volta de 12 horas mais tarde. Pico com ventos máximos sustentados 130 km/h (80 mph) e uma pressão barométrica mínima de 982 mbar (29.0 inHg),  a tempestade manteve essa intensidade até chegar a South Padre Island, Texas às 1200 UTC em 26 de junho. Ele enfraqueceu rapidamente para o interior e caiu para a força da tempestade tropical cerca de seis horas depois. O sistema continuou na direção oeste-noroeste sobre o norte do México, até se dissipar em uma área rural de Coahuila em 27 de junho.
Este sistema trouxe ventos com força de tempestade tropical para o Texas até o norte de Galveston. A Ilha de Brazos experimentou o peso desta tempestade, onde os ventos sopraram um "furacão perfeito". Muitos edifícios na área perderam seus telhados ou foram movidos pelos ventos. Além disso, uma cisterna no Departamento do Intendente foi destruída. A costa do Texas também foi afetada pela tempestade, com várias casas de banho lavadas em Lavaca. A precipitação na região foi geralmente leve, com pico de 168 mm (6.63 in) em Fort Ringgold, que fica perto da atual cidade de Rio Grande.

### Tempestade tropical Dois
Os navios Highflyer e Osceola enfrentaram um vendaval "muito violento" em 23 de agosto, enquanto localizado em 33,0°N, 55,0°W, que é cerca de 910 km leste-nordeste das Bermudas. Uma velocidade de vento constante de 110 km/h (70 mph) foi registrado, indicativo de uma forte tempestade tropical. Não há mais informações disponíveis sobre esta tempestade. No entanto, a barca Pilgrim experimentou um forte vendaval em 29 de agosto, que podem ter sido remanescentes extratropicais desse sistema.

### Furacão Três
O furacão costeiro de 1854 ou o furacão da Carolina do Sul de 1854 duplicou de perto o caminho do famoso furacão Antígua-Charleston de 1804. O brigue Reindeer avistou um furacão a cerca 40 km (25 mi) a leste de Hope Town nas Bahamas em 7 de setembro. Com ventos de 201 km/h (125 mph) e uma pressão barométrica mínima de 938 mbar (27.7 inHg), este foi o ciclone tropical mais forte da temporada. Moveu-se para noroeste e enfraqueceu ligeiramente em 8 de setembro. Mais tarde naquele dia em 2000 UTC, o furacão atingiu a costa perto da Ilha de St. Catherines, na Geórgia, com ventos de 185 km/h (115 mph). No início de 9 de setembro, enfraqueceu para uma furacão categoria 1, depois uma tempestade tropical várias horas depois. Depois disso, a tempestade acelerou para nordeste e ressurgiu no Oceano Atlântico perto de Virginia Beach, Virgínia, em 10 de setembro. O sistema se fortaleceu novamente, tornando-se um furacão novamente em 11 de setembro. Eventualmente, começou a enfraquecer novamente enquanto se movia rapidamente para o leste e foi notado pela última vez por volta de 515 milhas (830 km) ao sudeste de Cape Race, Terra Nova.
Vendavais foram relatados na Flórida, inclusive no extremo sul de St. Augustine. Na Geórgia, toda a costa sofreu impactos significativos, com danos mais graves de St. Simons ao norte. Cerca 110 acres (45 ha) de plantações de arroz foram destruídos, o que equivale a uma perda de aproximadamente 6 000 alqueires. Entre Savannah, na Geórgia e Charleston, na Carolina do Sul, foram relatadas "marés extraordinárias". A Ilha Hutchinson, na Geórgia, ficou completamente submersa, enquanto houve uma inundação significativa no leste de Savannah. A tempestade também trouxe inundações costeiras para grande parte da Carolina do Sul, de Beaufort a Georgetown. Os danos do vento naquela área foram principalmente limitados a árvores caídas. No entanto, em Charleston, na Carolina do Sul, um prédio de madeira de dois andares foi destruído e houve danos leves a moderados em outras estruturas, limitados a telhados e destruição de cercas. Este furacão foi comparado de forma semelhante aos furacões que atingiram Charleston em 1752, 1783, 1804, 1811 e 1822 em inundações e força. Nos Estados Unidos, esta tempestade resultou em pelo menos 26 fatalidades.

### Furacão Quatro
O furacão Matagorda de 1854
Relatórios indicaram pela primeira vez um furacão no Golfo do México em 18 de setembro, enquanto centrado cerca de 180 km (110 mi) ao sul-sudoeste de Cameron, Louisiana. A tempestade derivou para oeste-noroeste com ventos de 169 km/h (105 mph), equivalente a uma furacão categoria 2. A estimativa de pressão barométrica mais baixa foi de 965 mbar (28.5 inHg). às 21h UTC em setembro Em 18 de novembro, a tempestade atingiu a costa perto de Freeport, Texas, com a mesma intensidade. Enfraqueceu para uma furacão categoria 1 no início do dia seguinte. O sistema enfraqueceu ainda mais para uma tempestade tropical em 1200 UTC em 19 de setembro. Curvando-se novamente para nordeste, a tempestade persistiu até se dissipar no leste do Texas em 20 de setembro.
O navio a vapor Louisiana relatou que um vendaval atingiu Matagorda, Texas com "fúria incomparável", com quase todos os edifícios e navios na área destruídos. Vários navios também viraram perto de Galveston, incluindo o Nick Hill e o Kate Ward. Dentro da cidade de Galveston, comerciantes, empresas e casas sofreram danos significativos causados pela água devido a uma queda de maré de tempestade de 2.4 m (8 ft). As plantações de algodão e cana-de-açúcar em toda a área foram arruinadas. A tempestade causou pelo menos quatro mortes, com várias outras ocorrendo posteriormente devido a um surto de febre amarela. Os danos na região totalizaram aproximadamente $ 20.000.

### Tempestade tropical Cinco
A barca Southerney observou uma tempestade tropical em 20 de outubro, enquanto localizado a cerca de 740 km (460 mi) ao norte-noroeste de San Juan, Porto Rico. A tempestade se fortaleceu lentamente enquanto se dirigia para o norte, até atingir o pico com ventos de 110 km/h (70 mph) em 21 de outubro. A tempestade então começou a se curvar novamente para o nordeste. no início de 22 de outubro, passou perto das Bermudas, embora nenhum impacto tenha sido relatado na ilha. Várias horas depois, esse sistema foi observado pela última vez por volta de 585 km leste-nordeste das Bermudas.